# Abronia ochoterenai
El dragoncito de Santa Rosa Comitán (Abronia ochoterenai), también conocido como escorpión arboricola de Ochoterena, lagarto caimán arbóreo de Ochoterena o lagarto arbóreo del norte de Chiapas, es una especie de lagarto escamoso diplogloso del género Abronia de la familia Anguidae. Fue descrito por el herpetólogo y ornitólogo Rafael Martín del Campo en 1939.

## Distribución
Es endémica de México. Se lo conoce en la localidad de Santa Rosa, Comitan, al este de Chiapas. Se cree que habita a una altura entre los 1.800 a 2.300 m s. n. m.. Es arbórea propia del bosque tropical nuboso, además es muy sensible a la perturbación de su hábitat.

## Reproducción
Aunque no se sabe su modo de reproducción, esta especie es vivípara al igual que las otras especies de este género.